# Christian Träsch
Christian Trasch (sinh ngày 1 tháng 9 năm 1987 ở Ingolstadt) là một hậu vệ người Đức hiện chơi cho VfL Wolfsburg ở Bundesliga.

## Sự nghiệp

### Sự nghiệp câu lạc bộ
Anh có trận ra mắt ở cấp độ chuyên nghiệp vào ngày 3 tháng 1 năm 2009 gặp Schalke 04. Trasch ghi bàn đầu tiên cho Stuttgart vào ngày 5 tháng 10 năm 2008 trong trận gặp Werder Bremen. Bàn thắng đó là một cú volley từ khoảng cách 25m.
Vào ngày 21 tháng 1 năm 2009 anh gia hạn hợp đồng với VfB Stuttgart cho tới mùa hè 2012.

### Thi đấu quốc tế
Trasch được triệu tập ngày 19 tháng 5 năm 2009, khoác áo đội tuyển Đức ở chuyến du đấu châu Á. Anh có trận ra mắt ở chuyến du đấu này vào ngày 2 tháng 6 gặp đội tuyển bóng đá quốc gia UAE Anh vào sân ở phút 79 thay Andreas Hinkel.

## Thống kê sự nghiệp câu lạc bộ
| Câu lạc bộ                             | Câu lạc bộ                 | Câu lạc bộ                 | Bundesliga | Bundesliga | DFB-Pokal | DFB-Pokal | châu Âu | châu Âu | Tổng cộng | Tổng cộng |
| Câu lạc bộ                             | Bundesliga                 | Mùa giải                   | Trận       | Bàn        | Trận      | Bàn       | Trận    | Bàn     | Trận      | Bàn       |
| Đức                                    | Đức                        | Đức                        | Bundesliga | Bundesliga | DFB-Pokal | DFB-Pokal | Châu Âu | Châu Âu | Tổng cộng | Tổng cộng |
| -------------------------------------- | -------------------------- | -------------------------- | ---------- | ---------- | --------- | --------- | ------- | ------- | --------- | --------- |
| 1860 München II                        | Regionalliga Süd           | 2005–06                    | 15         | 2          | —         | —         | —       | —       | 15        | 2         |
| 1860 München II                        | Regionalliga Süd           | 2006–07                    | 24         | 0          | —         | —         | —       | —       | 24        | 0         |
| Tổng cộng                              | Tổng cộng                  | Tổng cộng                  | 39         | 2          | —         | —         | —       | —       | 39        | 2         |
| VfB Stuttgart II                       | Regionalliga Süd           | 2007–08                    | 32         | 0          | —         | —         | —       | —       | 32        | 0         |
| VfB Stuttgart                          | Bundesliga                 | 2007–08                    | 1          | 0          | 0         | 0         | 0       | 0       | 1         | 0         |
| VfB Stuttgart                          | Bundesliga                 | 2008–09                    | 19         | 1          | 0         | 0         | 5       | 0       | 24        | 1         |
| VfB Stuttgart II                       | 3. Liga                    | 2008–09                    | 7          | 1          | —         | —         | —       | —       | 7         | 1         |
| VfB Stuttgart                          | Bundesliga                 | 2009–10                    | 29         | 3          | 3         | 0         | 6       | 1       | 38        | 4         |
| VfB Stuttgart                          | Bundesliga                 | 2010–11                    | 34         | 1          | 3         | 0         | 8       | 0       | 45        | 1         |
| Tổng cộng VfB Stuttgart                | Tổng cộng VfB Stuttgart    | Tổng cộng VfB Stuttgart    | 83         | 5          | 6         | 0         | 19      | 1       | 108       | 6         |
| Tổng cộng VfB Stuttgart II             | Tổng cộng VfB Stuttgart II | Tổng cộng VfB Stuttgart II | 39         | 1          | —         | —         | —       | —       | 39        | 1         |
| VfL Wolfsburg                          | Bundesliga                 | 2011–12                    | 33         | 0          | 1         | 0         | —       | —       | 34        | 0         |
| VfL Wolfsburg                          | Bundesliga                 | 2012–13                    | 17         | 0          | 4         | 1         | —       | —       | 21        | 1         |
| VfL Wolfsburg                          | Bundesliga                 | 2013–14                    | 22         | 0          | 4         | 0         | —       | —       | 26        | 0         |
| VfL Wolfsburg                          | Bundesliga                 | 2014–15                    | 6          | 0          | 1         | 0         | 5       | 0       | 12        | 0         |
| Tổng cộng                              | Tổng cộng                  | Tổng cộng                  | 78         | 0          | 10        | 1         | 5       | 0       | 93        | 1         |
| VfL Wolfsburg II                       | Regionalliga Nord          | 2014–15                    | 1          | 1          | —         | —         | —       | —       | 1         | 1         |
| Tổng cộng sự nghiệp                    | Tổng cộng sự nghiệp        | Tổng cộng sự nghiệp        | 240        | 9          | 16        | 1         | 24      | 1       | 280       | 11        |
| Cập nhật lần cuối: 19 tháng 3 năm 2015 |                            |                            |            |            |           |           |         |         |           |           |